# École élémentaire de Dorćol
L'école élémentaire de Dorćol (en serbe cyrillique : Дорћолска основна школа ; en serbe latin : Dorćolska osnovna škola) est située à Belgrade, la capitale de la Serbie, dans la municipalité urbaine de Stari grad. Construite en 1893, elle est inscrite sur la liste des biens culturels de la ville de Belgrade.

## Présentation
L'école élémentaire de Dorćol, située 23 rue Cara Dušana, a été construite en 1893 d'après les plans de l'architecte Milan Kapetanović, dans le style académique du XIXe siècle. Elle a été dessinée pour correspondre aux « Règles pour la construction des écoles et pour le mobilier scolaire » datant de 1881, ce qui en fait l'une des écoles belgradoises les plus modernes de l'époque.
Le bâtiment, situé à l'angle de deux rues, dispose d'un rez-de-chaussée et de deux étages. Il est construit en briques et mortier, avec une structure en bois ; le rez-de-chaussée dispose de voûtes à la prussienne particulièrement basses. L'organisation intérieure est simple, chaque aile disposant de seize salles de classe. La communication entre les étages s'effectue par un escalier placé dans chaque cour du bâtiment.
L'école a par la suite servi de modèle pour toutes les écoles de Serbie, notamment en raison d'une série d'innovations comme la présence d'une salle de gymnastique, d'une piscine et d'un vestaire ou encore celle d'une salle de cérémonie, ce qui n'existait pas auparavant dans les écoles élémentaires du pays.